# Barros Blancos
Barros Blancos es una ciudad del departamento de Canelones, Uruguay dentro del Área Metropolitana de Montevideo de cuya mancha urbana es una extensión hacia el noreste. En 1976 se le había dado el nombre de Capitán Juan Antonio Artigas, pero en 2007 se le devolvió el nombre original. Es además sede del municipio homónimo.
Además de Montevideo y Pando, también limita con las localidades de Toledo, Joaquín Suárez y Colonia Nicolich.

## Historia
Los datos de sus primeros fraccionamientos datan de 1952. Sus terrenos se fueron desarrollando inmersos en una amplia zona rural, sin servicios de energía eléctrica, agua potable ni teléfono.
La actividad económica local estaba vinculada a la faena de carne, fábrica de conservas, aserradero, bodegas, fábrica de pinturas, quintas, hornos de ladrillo y galpones del MTOP con su balanza para su control de camiones.
La primera escuela en la zona fue la N.º 130 (en ruta 8, km 22.500) primero rural desde 1930 (comenzó a construirse en 1928), que pasó a ser urbana con el crecimiento demográfico. Pasaron veinte años para ver los primeros servicios públicos. Fueron años de cocina y calefacción a leña, de velas y de faroles a mantilla.
Son conocidas familias oriundas de este pueblo con el apellido Lagos, Helguera, Sastre, Ventura y Melogno.
En las décadas siguientes se instalaron fábricas, comercios, complejos deportivos, como “Los Aromos” ubicado en Villa Los Aromos del Club Atlético Peñarol de fútbol, el Complejo de Alto Rendimiento de la Asociación Uruguaya de Fútbol, el Campus de Nacional Universitario y otros emprendimientos que, rodeados de viñas, chacras, y villas, daban señales de la complejidad de un entramado social con pujanza pero con muchos déficit.
La zona tuvo, desde mediados del siglo XX, una explosión demográfica. Al comienzo, debido a la presencia de algunos establecimientos industriales (cueros, pinturas etc.) que originaron fuentes de trabajo, muchas familias compraron y confeccionaron sus modestas viviendas en la zona, se instalaron escuelas públicas y un liceo. Al retraerse la actividad de los establecimientos industriales los pobladores se vieron en la necesidad de viajar a la vecina ciudad de Pando o a Montevideo en busca de lugares de trabajo.
En 1963 fue elevado a la categoría de pueblo. El 25 de junio de 1976 Barros Blancos fue designado con el nombre de capitán Juan Antonio de Artigas en homenaje al abuelo del prócer José Gervasio Artigas. Fue declarada ciudad con el mismo nombre el 1 de diciembre de 1994, por la Ley N.º 16.670.

## Geografía

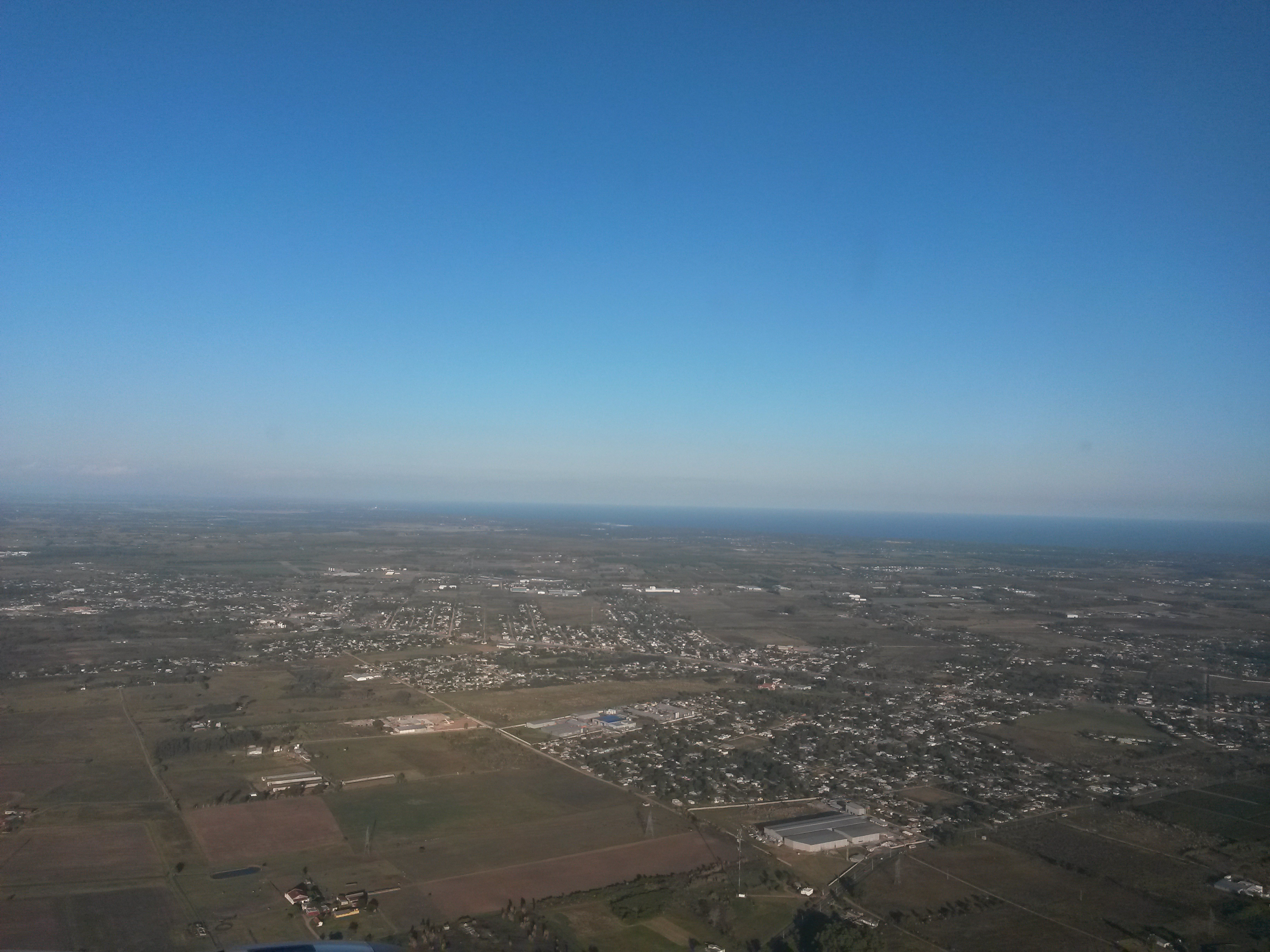
Vista aérea de la ciudad en 2015

Se extiende entre los kilómetros 23 (Los Aromos) y 29.800 (Arroyo Frasquito) de la ruta 8. Esta entre 0 y 18 m s. n. m. y sus coordenadas son 34° 45° S y longitud 56° 57° O.

## Denominación
El nombre de esta localidad se origina a principios del siglo XX, cuando las carretas que circulaban por los caminos de esta localidad dejaban sus huellas blancas por el tipo de tierra que posee el suelo del lugar. En aquel entonces, era común que quienes realizaban estos viajes hacia el vecino departamento de Lavalleja, comentaran "voy a cruzar los barros blancos".
El 12 de julio de 2006 se presenta un proyecto parlamentario para que la ciudad vuelva a adquirir el nombre oficial de "Barros Blancos". En el articulado del proyecto se reafirma su condición de ciudad y en la exposición de motivos se declara que el área de influencia de la ciudad tiene una población algo superior a los 13 000 habitantes.
El 5 de junio de 2007 el parlamento sanciona la ley número 18136 para publicarla el día 11 de ese mes en la cual consta la modificación del nombre de la ciudad Capitán Juan Antonio Artigas por el de Barros Blancos.

## Población
Según el censo del año 2023 la ciudad cuenta con una población de 35 660 habitantes.
Junto a la vecina ciudad de Pando forman una conurbación de casi 70.000 habitantes. 
| 8 773          | 16 657 | 20 667 | 26 813 | 28 610 | 31 650 | 35 660 |
| (Fuente: INE ) |        |        |        |        |        |        |

## Educación
Hay varias escuelas públicas dispersas por toda la ciudad así como también algunos colegios privados. Además hay 2 liceos, ubicados cercanos a la Ruta Nacional N.º 8 a la altura del km 25,500. El Liceo N.º 2 se inauguró en el año 2005 y dicta clases del Segundo Ciclo de Enseñanza Secundaria en tres turnos.
También hay una Escuela Técnica ubicada en la intersección de la ruta 8 y 101

## Cultura
Una casa de Cultura y varias instituciones sociales y deportivas son los lugares de recreación de la población.
La Intendencia de Canelones refaccionó una propiedad perteneciente al Obispado de Canelones para que sea sede de la Junta Local de Barros Blancos y, al mismo tiempo, centro social y cultural. Está ubicado en "La Loma", sobre la Ruta 8, km 23,800 y se lo denominó "Centro Cívico de Barros Blancos Dr. Salvador Allende". La inauguración de dicho centro contó con la presencia de varios políticos de la localidad y de la presidenta de Chile Michelle Bachelet.
De este pueblo son los folcloristas Waldemar Alonso (nacido en Migues), Mario Cavellini (nacido en Barros Blancos), Abayuba Sánchez (Aguas Blancas), Los Aromeños (grupo de danza folclórica de Barros Blancos) el poeta Homero Cardoso (oriundo de San Luis, Rocha) y el payador Washington Montañés (Maldonado).

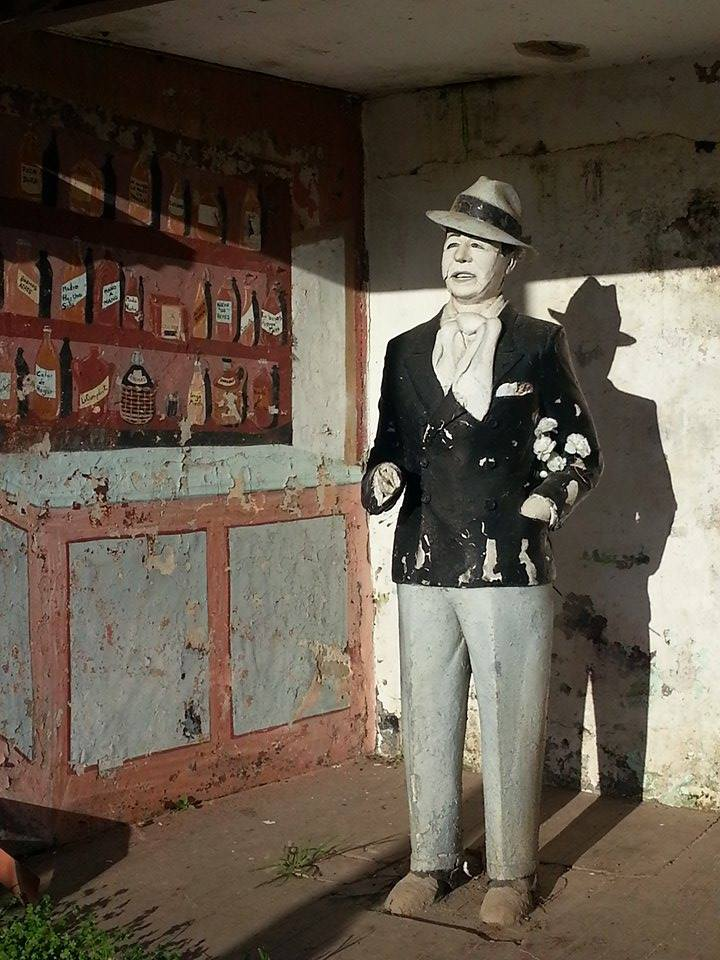
Monumento a Carlos Gardel en Barros Blancos.

A la altura del kilómetro 24.200 de la Ruta 74 (Villa Margarita) se encuentra la casa del pintor de oficio Américo Masaguez, quien en 1959 construyó el primer monumento a Carlos Gardel de cuerpo entero en Latinoamérica.
También se realizan a menudo jineteadas, criollas y peñas. Todos los años se organiza "La semana de Barros Blancos" en el mes de octubre, en la cual se hacen espectáculos con grupos musicales y ferias.